# Bhutanitis mansfieldi
Bhutanitis mansfieldi là một loài bướm ngày thuộc họ Bướm phượng, nó là loài đặc hữu của Trung Quốc.